# Chriodorus atherinoides
El pez pajarito cabezidura (en México) o pejerrey (en Cuba) es la especie Chriodorus atherinoides, la única del género monoespecífico Chriodorus, un pez marino y de aguas dulces de la familia hemirránfidos, distribuido por el oeste del océano Atlántico desde Florida, golfo de México, Cuba y Yucatán. Su nombre viene del griego chrio (frotar) + dora (piel).

## Anatomía
Con el cuerpo largo y delgado, alcanza una longitud máxima de unos 25 cm.

## Hábitat y biología
Habitan las aguas marinas subtropicales pelágicas-neríticas, pero también penetra en los ríos y vive en agua dulce. Forma de bancos en las bahías y canales, especialmente alrededor de los lechos de pastos marinos.